# Vaso (botanica)
Nei tessuti conduttori delle piante vascolari si distinguono, per il trasporto dell'acqua e dei nutrienti da una parte all'altra della pianta, due insiemi di tessuti distinti: il legno (detto anche xilema) ed il libro (detto anche floema).

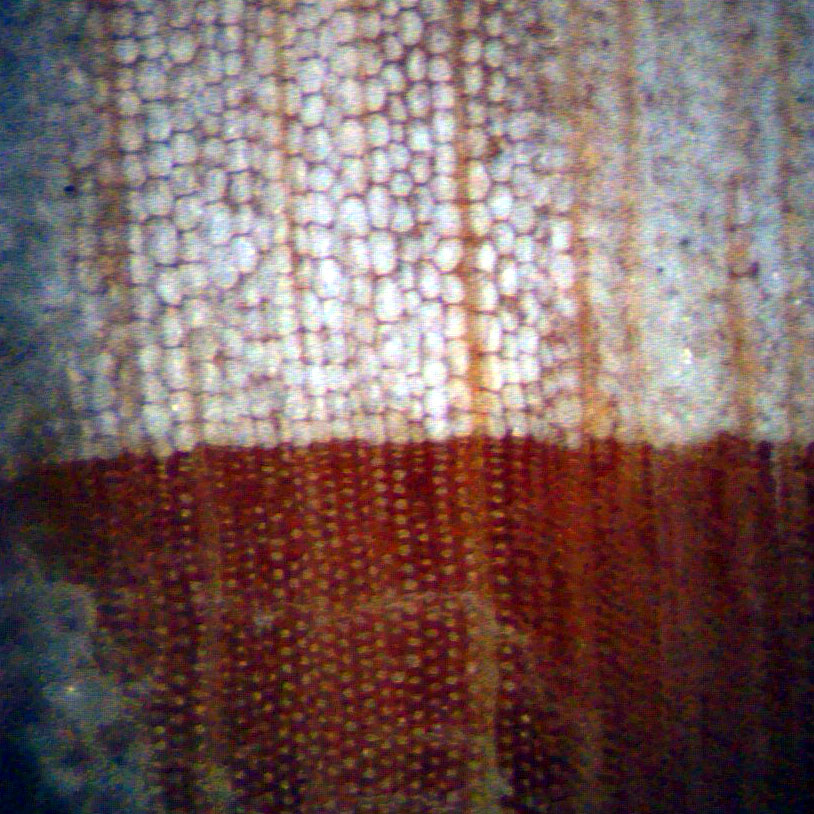
Vasi linfatici di conifera (Larix decidua), da notare che nel legno estivo (colore bianco) i vasi sono più grossi e capienti di quelli invernali (legno rossiccio)

Gli elementi conduttori del legno si dicono vasi.
Essi sono costituiti di cellule allungate, morte, di cui è rimasta solo la parete: sono dunque simili a tubi vuoti e vengono distinti dall'anatomia vegetale in trachee e tracheidi. 
Le cellule dei vasi presentano sia parete primaria che secondaria. Le zone di parete secondaria, cioè lignificata, si dispongono in maniera trasversale al vaso ed hanno forma di anelli, spirali, striature ecc.
In molti casi quest'area è di gran lunga la più abbondante: le zone sottili di parete primaria sono ridotte a piccole aree circolari dette punteggiature.
La punteggiatura di una cellula corrisponde sempre a quella di una cellula adiacente, mettendo in tal modo in comunicazione due elementi del legno (due vasi oppure un vaso ed una cellula parenchimatica).
Le punteggiature funzionano da valvole: esse lasciano passare liberamente l'acqua, ma bloccano il passaggio di bolle d'aria che potrebbero interromperne il flusso.
L'ispessimento dei vasi è necessario per tenerli aperti.
Nei vasi l'acqua circola infatti sotto pressione negativa (cioè è aspirata, non spinta); in queste condizioni un tubo senza rinforzi tenderebbe a schiacciarsi.
D'altra parte non esistono vasi con parete completamente ispessita e lignificata, perché lo scambio di acqua e soluti con le cellule circostanti diverrebbe troppo lento. 